# پاتریس کارترون
پاتریس کارترون (به فرانسوی: Patrice Carteron‎؛ زادهٔ ۳۰ ژوئیهٔ ۱۹۷۰) بازیکن سابق و مربی فوتبال اهل فرانسه است.

## آمار سرمربی‌گری
تا تاریخ ۱ آوریل ۲۰۲۵
| تیم              | از              | تا              | نتایج      | نتایج | نتایج | نتایج | نتایج    |
| تیم              | از              | تا              | تعداد بازی | برد   | مساوی | باخت  | پیروزی % |
| ---------------- | --------------- | --------------- | ---------- | ----- | ----- | ----- | -------- |
| کن               | ۱۰ مارس ۲۰۰۸    | ۳۰ ژوئن ۲۰۰۹    | ۵۴         | ۱۳    | ۱۸    | ۲۳    | ۰۲۴      |
| دیژون            | ۱ ژوئیهٔ ۲۰۰۹    | ۲۴ مهٔ ۲۰۱۲      | ۱۲۳        | ۴۳    | ۳۵    | ۴۵    | ۰۳۵      |
| مالی             | ۱۲ ژوئیهٔ ۲۰۱۲   | ۲۵ مهٔ ۲۰۱۳      | ۱۰         | ۵     | ۲     | ۳     | ۰۵۰      |
| تی‌پی مازمبه      | ۲۶ مهٔ ۲۰۱۳      | ۷ ژانویهٔ ۲۰۱۶   | ۴۹         | ۲۶    | ۱۰    | ۱۳    | ۰۵۳      |
| وادی دجله        | ۱۶ ژانویهٔ ۲۰۱۶  | ۷ نوامبر ۲۰۱۶   | ۳۲         | ۱۶    | ۹     | ۷     | ۰۵۰      |
| النصر            | ۲۹ ژانویهٔ ۲۰۱۷  | ۴ ژوئن ۲۰۱۷     | ۱۳         | ۷     | ۲     | ۴     | ۰۵۴      |
| فینیکس رایزینگ   | ۵ ژوئن ۲۰۱۷     | ۱۱ ژوئن ۲۰۱۸    | ۴۱         | ۲۰    | ۱۴    | ۷     | ۰۴۹      |
| الاهلی مصر       | ۱۲ ژوئن ۲۰۱۸    | ۲۳ نوامبر ۲۰۱۸  | ۲۳         | ۱۳    | ۷     | ۳     | ۰۵۷      |
| الرجا کازابلانکا | ۳۰ ژانویهٔ ۲۰۱۹  | ۱۰ نوامبر ۲۰۱۹  | ۴۱         | ۱۸    | ۱۴    | ۹     | ۰۴۴      |
| زمالک            | ۳ دسامبر ۲۰۱۹   | ۱۵ سپتامبر ۲۰۲۰ | ۳۱         | ۱۸    | ۱۰    | ۳     | ۰۵۸      |
| التعاون          | ۱۶ سپتامبر ۲۰۲۰ | ۱۲ مارس ۲۰۲۱    | ۲۸         | ۱۱    | ۸     | ۹     | ۰۳۹      |
| زمالک            | ۱۲ مارس ۲۰۲۱    | ۲۸ فوریهٔ ۲۰۲۲   | ۲۵         | ۱۹    | ۴     | ۲     | ۰۷۶      |
| الاتفاق          | ۴ مارس ۲۰۲۲     | ۲۶ فوریهٔ ۲۰۲۳   | ۲۷         | ۸     | ۶     | ۱۳    | ۰۳۰      |
| ام صلال          | ۱۶ ژوئن ۲۰۲۳    | ۱۹ نوامبر ۲۰۲۴  | ۴۶         | ۲۰    | ۱۱    | ۱۵    | ۰۴۳      |
| سپاهان           | ۲۰ نوامبر ۲۰۲۴  | اکنون           | ۲۱         | ۱۲    | ۹     | ۰     | ۰۵۷      |
| مجموع            | مجموع           | مجموع           | ۵۶۲        | ۲۴۸   | ۱۵۸   | ۱۵۶   | ۰۴۴      |

## افتخارات

### به عنوان بازیکن
المپیک لیون
- جام اینترتوتو (۱): ۱۹۹۷

سن-اتین
- لیگ ۲ (۱): ۰۴–۲۰۰۳

### به عنوان سرمربی
تی‌پی مازمبه
- لیگ دسته اول جمهوری دموکراتیک کنگو (۲): ۲۰۱۳، ۱۴–۲۰۱۳
- لیگ قهرمانان آفریقا (۱): ۲۰۱۵

الرجا کازابلانکا
- سوپر جام آفریقا (۱): ۲۰۱۹

زمالک
- لیگ برتر مصر (۱): ۲۱–۲۰۲۰
- سوپر جام مصر (۱): ۲۰۱۹
- سوپر جام آفریقا (۱): ۲۰۲۰

ام صلال
- جام ستارگان قطر (۱): ۲۴–۲۰۲۳

سپاهان
- سوپر جام ایران (۱): ۱۴۰۳
- نایب قهرمانی لیگ برتر (۱): ۰۴_۱۴۰۳